# 圣安德烈斯-德利亚瓦内拉斯
圣安德烈斯-德利亚瓦内拉斯（西班牙语：San Andrés de Llavaneras），是西班牙加泰罗尼亚巴塞罗那省的一个市镇。总面积12平方公里，总人口1 0558人（2013年），人口密度892人/平方公里。